# رشیدخان (ترانه)
وای وای رشید خان ترانه‌ای محلی است که برای مرگ میر رشیدخان، حاکم قوچان ساختند و در مراسم سوگواری و تدفینش اجرا کردند. در زلزله قوچان که ضایعه‌ای بسیار دردناک و پر سوز بود مردم آن را در سوگ عزیزان از دست رفته خویش نیز اجرا کردند. اسمر خانم همسر رشید خان در ساخت ترانه مشارکت داشت.
در واقع تمامی شعر و موسیقی اولیهٔ «وای وای رشیدخان» به زبان کُرمانجی و نشان‌دهنده حالات تألم و تأثر مردم محل از فوت امیرحسین خان و بعد هم حادثه زلزله ناگوار قوچان بوده‌است، اگرچه امروزه اجرای آن به مرور زمان در ردیف موسیقی شاد قرار گرفته‌است.
این آهنگ در دستگاه شور کلاسیک تنظیم گردیده است

## امیر حسین خان شجاع الدوله
رشیدخان لقبی بود که مردم کُرمانج به میر حسین خان به‌خاطر شجاعتش داده بودند. لقب «شجاع الدوله» گرچه از سوی حاکمان فارس زبان مرکزنشین (ناصرالدین شاه قاجار) به امیر و حاکم کُرمانج شمال خراسان داده شده بود، اما برای مردم در منطقه بیان لفظ کُرمانجیِ آن یعنی همان رشیدخان معمول و رایج بوده و هست.
کُردهای شمال خراسان در نواحی مرزی شمال شرق ایران، به‌عنوان یکی از نقاطی که ایران همیشه از این مسیر مورد یورش اقوام مهاجم از ناحیه خوارزم بوده‌اند. ناملایمات دردناک و دلخراش از ویژگی‌های این‌گونه زندگی بوده‌است و این ویژگی‌ها تأثیر مستقیمی بر موسیقی مردم کُرمانج نیز گذاشته‌است.

## متن ترانه
امروز دو روزه للو فردا سه روزه لو
رشید نیومد للو دلم می‌سوزه لو
وای وای رشیدخان سردار کل قوچان
رفتی نگفتی للو یک یاری دارم لو
در شهر غربت للو دلداری دارم لو
وای وای رشیدخان سردار کل قوچان
این رخت کِیَه للو رخت یارمه لو
می‌خوام بشورم للو با آب گلها لو
وای وای رشیدخان سردار کل قوچان
رخت حاکمه للو با چشم بشویم لو
گل بهارمه للو با چشم بشویم لو
وای وای رشیدخان سردار کرد قوچان